# Racemasen
Racemasen sind eine Gruppe von Enzymen, die Wasserstoff am einzigen chiralen C-Atom einer Verbindung umlagern. Sie gehören damit zur Gruppe der Isomerasen.

L-Alanin [Synonym: (S)-Alanin] (links) und D-Alanin [Synonym: (R)-Alanin] (rechts) sind Konfigurationsisomere der Aminosäure Alanin. Racemasen können D-Alanin in L-Alanin umwandeln.

## Biologische Bedeutung
Eine biologische Bedeutung haben Racemasen bei Bakterien, bei denen Aminosäuren von der L- in die D-Konfiguration und zurück umgewandelt werden. Dies ist wichtig, da unter anderem bei der aus Peptidoglycan bestehenden bakteriellen Zellwand die Aminosäuren Alanin und Glutamin in der D-Konfiguration vorkommen. D-Aminosäuren kommen in nichtribosomalen Peptiden vor.
Die proteinogenen Aminosäuren bei Eukaryoten – mit Ausnahme des achiralen Glycins – sind ausschließlich L-konfiguriert.

## Medizinische Bedeutung
Die bakterielle Alanin-Racemase kann durch das Antibiotikum Cycloserin (D-4-Amino-3-isoxazolidinon) inhibiert werden. Es wird z. B. bei der Behandlung von Tuberkulose eingesetzt.